# Armádní Servisní
Armádní Servisní, příspěvková organizace (AS-PO), jejímž zřizovatelem je Ministerstvo obrany České republiky, poskytuje  servisní podporu Armádě České republiky a zajišťuje její technické a provozní zázemí.
AS-PO spravuje zejména vojenská ubytovací zařízení a vybrané objekty v majetku resortu obrany. Podílí se na provozu technologických zařízení a zajištění služeb – vytápění, rozvod vody, čištění odpadních vod a podobně.
Armádní Servisní, příspěvková organizace (VKM: ASPO) je také orgán s příslušností hospodařit vojenskými vlečkami.

## Historie
Organizace vznikla v roce 1994 pod názvem Správa vojenského bytového fondu, k přejmenování došlo roku 2012 v důsledku změn v rozsahu spravovaného majetku a poskytovaných služeb.
AS-PO od roku 2013 obsluhuje technologické celky Centra biologické ochrany Těchonín a 1. ledna 2014 převzala od zrušeného Vojenského vlečkového úřadu (VVÚř) správu a provoz vojenských vleček.
V březnu 2015 odvolal ministr obrany Martin Stropnický z funkce ředitelku Armádní Servisní, Dagmar Kynclovou, podezřelou z pojistného podvodu. Armádní Servisní dodává vodu Městu Libavá, v roce 2016 vyčleněnému z vojenského újezdu Libavá. V roce 2024 zde podle starostky Oldřišky Valtošové došlo k překročení hygienického limitu množství uranu v pitné vodě.

## Odbor provozu vojenských vleček

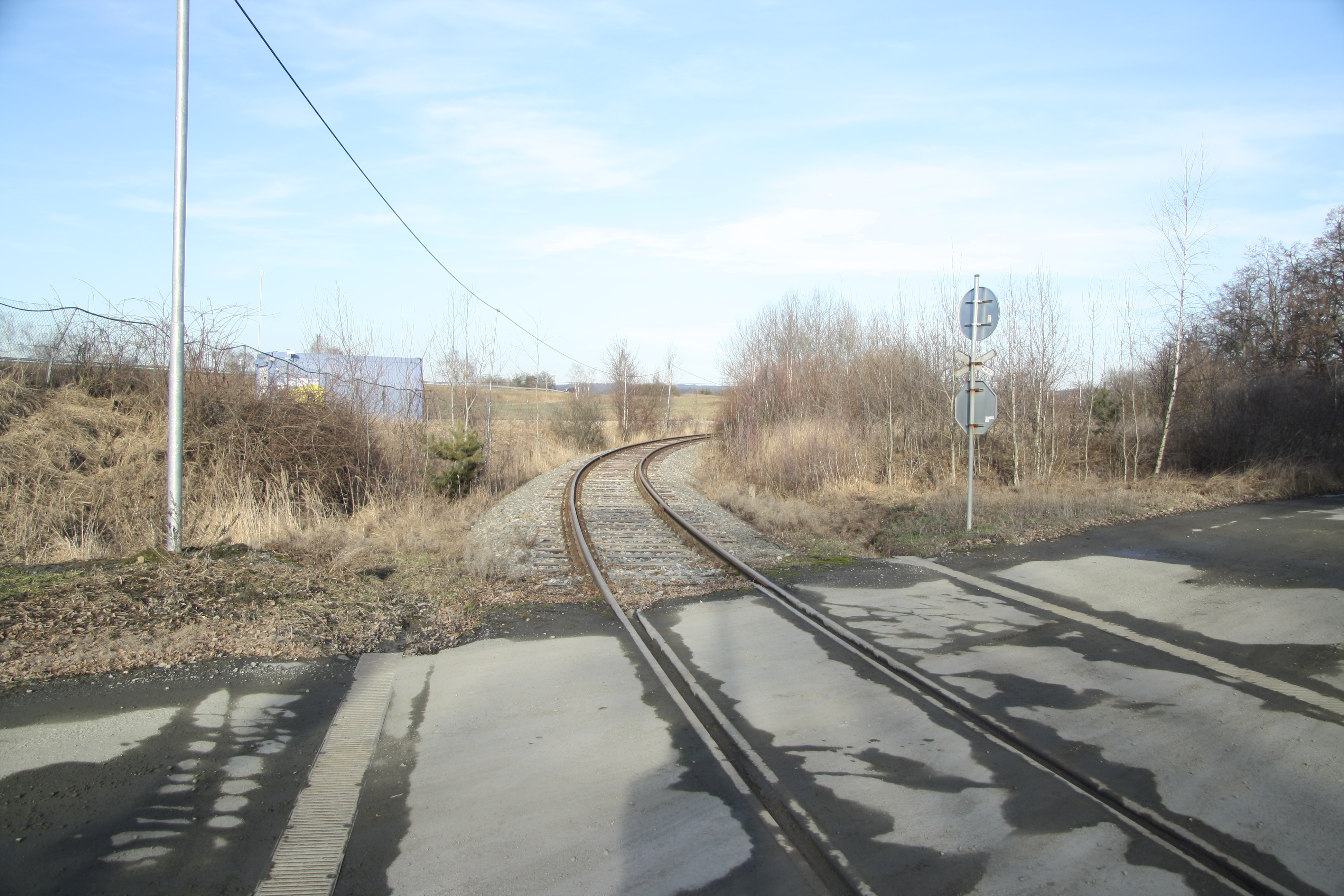
Vojenská vlečka č. 8 na letiště Náměšť nad Oslavou

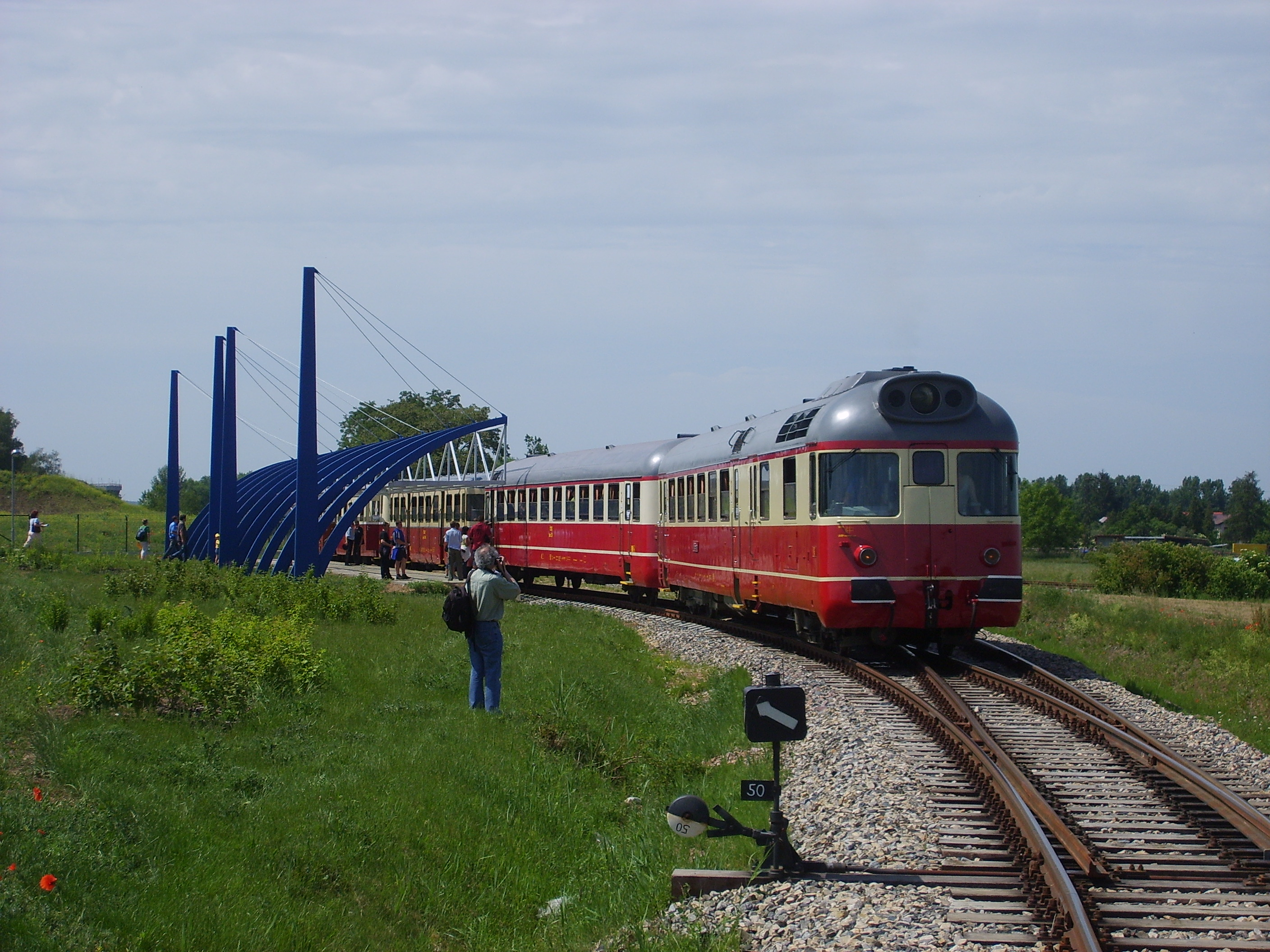
Souprava M286.1 a M262.0 společnosti KŽC Doprava s návštěvníky dne otevřených dveří u krytého nástupiště na vlečce č. 10 letiště Čáslav

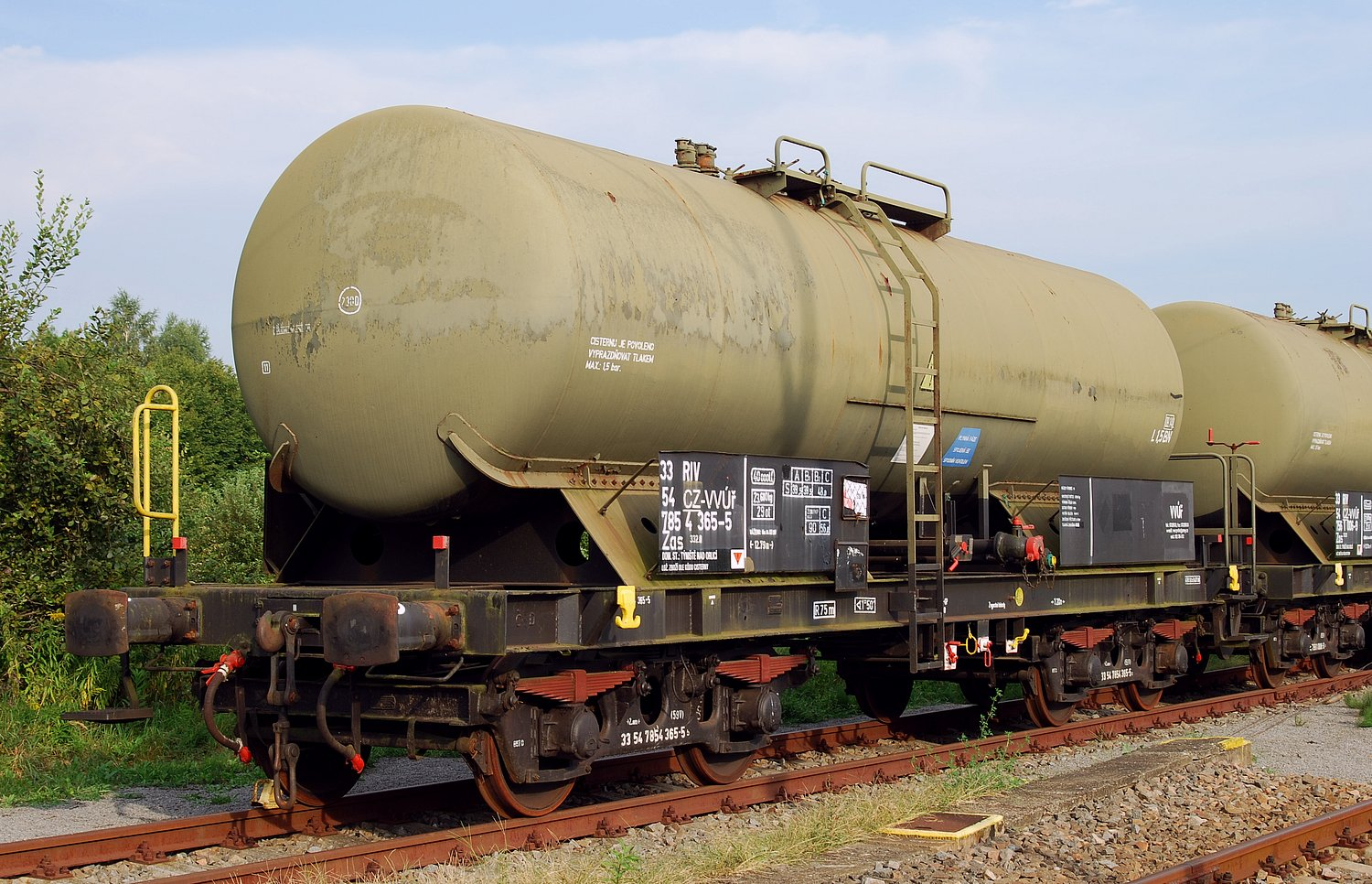
Cisternový vůz Zas (VVÚř, 2012), přeprava leteckého petroleje, nádraží Týniště nad Orlicí

Odbor provozu vojenských vleček, sídlící v budově ředitelství AS-PO na Praze 6, měl v roce 2016 k dispozici 7 lokomotiv, 1 železniční vozík, 48 cisternových vozů a 10 krytých vozů a personál zahrnující strojvedoucí a posunovače.

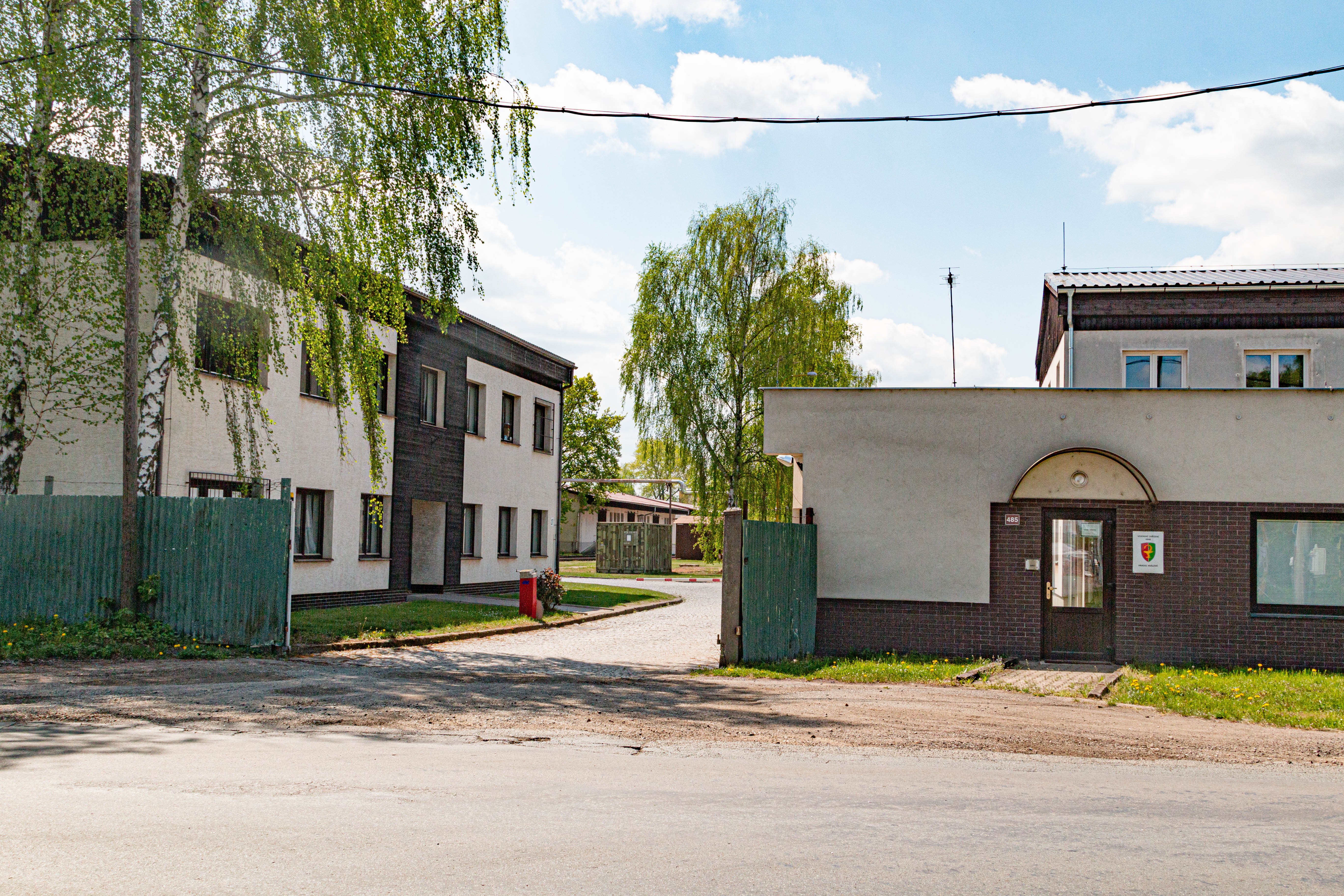
Cíl vlečky č. 33 – vojenské zařízení Agentury vojenského zdravotnictví na Vážní ulici v Hradci Králové

V době míru AS-PO zabezpečuje zejména transport leteckého paliva na základnu vrtulníkového letectva Náměšť nad Oslavou (vojenská vlečka č. 8) a základnu taktického letectva Čáslav (č. 10) nebo přepravu českých a spojeneckých jednotek do vojenského újezdu Hradiště (č. 1) a vojenského újezdu Libavá (č. 3). Za stavu ohrožení státu a válečného stavu je hlavním úkolem distribuce munice z muničních skladů a doprava leteckých pohonných hmot na vojenská letiště.
| Číslo | Dislokace           | Délka (km) | Popis |
| ----- | ------------------- | ---------- | --- |
| 1     | Podbořany           | 1,617      | Vlečka z nádraží Podbořany, dále přesun po silnici přes bývalé cvičiště Kozinec do vojenského újezdu Hradiště.                                                                            |
| 2     | Bučovice            | 0,502      | Přepravu techniky a příslušníků 74. mechanizovaného praporu Bučovice zajišťuje společnost ČD Cargo.                                                                                       |
| 3     | Libavá              | 2,712      | Vlečky s rampami v sousedství Vojenského újezdu Libavá jsou napojeny do stanic Domašov nad Bystřicí a Hlubočky–Mariánské Údolí.                                                           |
| 5     | Bechyně             | 6,589      | 15. ženijní pluk v areálu letiště Bechyně. |
| 6     | Pardubice           | 2,640      | Málo využívaná vlečka na vojenské letiště Pardubice. |
| 8     | Náměšť nad Oslavou  | 9,695      | Sklonově náročná vlečka z nádraží Náměšť nad Oslavou na 22. základnu vrtulníkového letectva, zásilky PHM rozděleny na několik částí.                                                      |
| 10    | Čáslav              | 6,454      | 21. základna taktického letectva. V letech 2017–2018 postavena nová lokomotivní remíza.                                                                                                   |
| 18    | Štěpánov            | 2,063      | Centrum zabezpečení materiálem technických služeb, Agentura logistiky |
| 21 †  | Loukov              | 0,696      | Centrum zdravotnického materiálu Bystřice pod Hostýnem, Odloučený sklad Loukov. Neperspektivní, s cílem odprodeje. V červenci 2023 sem směřoval transport polní nemocnice z vlečky č. 33. |
| 23    | Ústí nad Orlicí     | 1,148      | Zásobovací úsek Ústí nad Orlicí, Agentura logistiky |
| 24    | Olomouc             | 1,760      | Kasárna Bystrovany – Zásobovací úsek Olomouc, Agentura logistiky, Vojenský archiv. |
| 25 †  | Račice nad Trotinou | 1,722      | V roce 2015 MO nabízelo k odprodeji. K 28. 6. 2024 provozovatel dráhy MBM rail. Areál s vlečkou v roce 2025 ve dražbě.                                                                    |
| 26 †  | Chotěboř            | 3,249      | V roce 2019 převzal ÚZSVM jako nepotřebný majetek státu. Provoz na nevyužívané části vlečky rozhodnutím Drážního úřadu zrušen.                                                            |
| 27    | Dobronín            | 1,323      | Zásobovací úsek Dobronín, Agentura logistiky |
| 28    | Týniště nad Orlicí  | 15,114     | Centrum zabezpečení munice, Agentura logistiky |
| 29    | Čermná nad Orlicí   | 1,728      | Zásobovací úsek v Čermné nad Orlicí, Agentura logistiky |
| 33    | Hradec Králové      | 0,646      | Vlečka vede do skladu Agentury vojenského zdravotnictví. Postavena k dopravě paliva na letiště Hradec Králové, koncový úsek po zrušení vojenského provozu na letišti snesen.              |

† Neperspektivní vojenské vlečky z rozhodnutí náčelníka Generálního štábu Armády České republiky.

### Vozový park
| Název               | Typ                   | Počet | Značení                         | Dislokace                                             | Ilustrační fotografie |
| Motorové lokomotivy |                       |       |                                 |                                                       |                       |
| Řada 730            | lokomotiva            | 4     | 730.609 730.637 730.638 730.641 | Týniště nad Orlicí Čáslav Štěpánov Náměšť nad Oslavou |                       |
| Řada 742            | lokomotiva            | 2     | 742.517 742.530                 | Bechyně (původně Týniště) v opravě                    |                       |
| Řada 702            | posunovací lokomotiva | 1     | 702.607                         |                                                       |                       |
| MUV 69              | motorová drezína      | 1     |                                 |                                                       |                       |
| Nákladní vozy       |                       |       |                                 |                                                       |                       |
| Zas                 | cisternový vůz        | 48    |                                 |                                                       |                       |
| Gbkks               | krytý vůz             | 10    |                                 |                                                       |                       |